# Chilly-le-Vignoble
Chilly-le-Vignoble es una localidad y comuna francesa situada en la región de Franco Condado, departamento de Jura, en el distrito de Lons-le-Saunier y cantón de Lons-le-Saunier-Sud.

## Demografía
| 326 | 350 | 396 | 385 | 375 | 390 | 472 |
| Para los censos de 1962 a 1999 la población legal corresponde a la población sin duplicidades (Fuente: INSEE [Consultar]) |     |     |     |     |     |     |